# Cinderella Sanyu
Cô bé lọ lem Sanyu (chuyên nghiệp được biết đến với cái tên Cindy) là một nhạc sĩ người Uganda. Cô là một trong những thành viên ban đầu của Blu * 3, cũng bao gồm Lilian Mbabazi và Jackie Chandiru. Cô đã biểu diễn cùng Davido, Mr. G, và Radio & Weasel.

## Giáo dục và giáo dục sớm
Cindy sinh ngày 28 tháng 8 năm 1985 tại Kampala, Uganda  nhưng đến từ quận Mbale .

## Âm nhạc
Cindy bắt đầu hát khi còn trẻ. Cô tham gia chương trình tìm kiếm tài năng Capital Radio All Stars "khi cô 15 tuổi. Cô chiếm vị trí thứ ba. Cô đã làm việc với nhà sản xuất Steve Jean, người đảm bảo rằng cô đã tham gia cuộc thi "Coca Cola Pop Stars", dẫn đến sự hình thành của Blu * 3 vào năm 2003. Với Blu * 3, Cindy đã tìm thấy thành công âm nhạc khi giành giải Nghệ sĩ / Nhóm xuất sắc nhất từ Uganda & Video âm nhạc hay nhất từ Uganda trong Giải thưởng âm nhạc Kisima năm 2005, Video của năm ("Hitaji") trong Giải thưởng âm nhạc Pearl of Africa năm 2005  - và Video của năm ("Burrn") trong Giải thưởng âm nhạc Pearl of Africa 2007  và được đề cử cho Nhóm nhạc Đông Phi hay nhất trong Giải thưởng Kora năm 2005, Album Đông Phi hay nhất (Hitaji) năm 2005 Tanzania Giải thưởng âm nhạc -, Video Đông Phi hay nhất ("Frisky") trong Giải thưởng Video âm nhạc Channel O năm 2006, Nhóm nhạc hay nhất và Trình diễn hay nhất trong Giải thưởng âm nhạc MTV Châu Phi 2009 -  và Ca khúc Đông Phi hay nhất ('Bạn đang ở đâu' với Radio & Weasel) trong giải thưởng âm nhạc Tanzania 2010.
Cindy đã bị loại khỏi nhóm và vào năm 2008, cô bắt đầu sự nghiệp solo. Album solo debu của cô 'Ayokyayokya' (2009) đứng đầu các bảng xếp hạng trên khắp Đông Phi với các bản hit như "Mbikooye" và "Nawewe", "Ayokyayokya" và "One and Only". Cô đã có nhiều bài hát thành công hơn như "Selekta".

## Cuộc sống cá nhân
Cinderella Sanyu có mối quan hệ với Mario Brunetti và mối quan hệ đã sinh ra một cô con gái, Mya .

## Tranh cãi
Cinderella Sanyu có liên quan đến mối quan hệ với Ken Muyisa
Khi rời nhóm nhạc nữ, Blu3, các thành viên ban nhạc của cô, Jackie Chandiru và Lillian Mbabazi tuyên bố rằng "cô ấy không thẳng thắn"  về lý do cô ấy rời đi.

## Danh sách đĩa hát

### Bài hát
- Nawewe
- One and only
- Selekta
- Tempo remix

### Album
- Ayokyayokya, 2009

## Giải thưởng và chứng nhận
- Nữ nghệ sĩ của năm trong giải thưởng DIVA, 2009 [17]
- Nghệ sĩ khiêu vũ của tuổi teen trong giải thưởng dành cho tuổi teen Buzz, 2010   [ <span title="This claim needs references to reliable sources. (February 2016)">cần dẫn nguồn</span> ][ <span title="This claim needs references to reliable sources. (February 2016)">cần dẫn nguồn</span> ]
- Nữ nghệ sĩ xuất sắc nhất năm trong giải thưởng dành cho tuổi teen Buzz, 2010   [ <span title="This claim needs references to reliable sources. (February 2016)">cần dẫn nguồn</span> ][ <span title="This claim needs references to reliable sources. (February 2016)">cần dẫn nguồn</span> ]